# تالاجا
تالاجا (به انگلیسی: Talaja) یک منطقهٔ مسکونی در هند است که در Talaja Taluka واقع شده‌است. تالاجا ۲۷٬۸۲۲ نفر جمعیت دارد و ۱۹ متر بالاتر از سطح دریا واقع شده‌است.